# سدار ویستا (کالیفرنیا)
سدار ویستا (به انگلیسی: Cedar Vista) یک منطقهٔ مسکونی در ایالات متحده آمریکا است که در شهرستان کالاوراس، کالیفرنیا واقع شده‌است. سدار ویستا ۱٬۰۱۱ متر بالاتر از سطح دریا واقع شده‌است.